# 泸州港
泸州港，位于四川省泸州市，地处长江支流沱江、赤水河与长江干流交汇处，为中国内河主要港口之一。全港生产性泊位174个，千吨级及以上泊位34个。泸州港为四川第一大港。泸州港所处水道为三级航道，枯水期可通航1000吨船舶，丰水期可通航6000吨船舶。